# Гарет Бејл
Гарет Френк Бејл  (енгл. Gareth Frank Bale, Кардиф, 16. јул 1989) бивши је велшки фудбалер, који је играо на позицији крила.
Фудбалом је почео да се бави још у данима основне школе. Тада су га уочили скаути Саутемптона.
Професионалну каријеру је започео управо у дресу Саутемптона, 2006. Одатле је 2007. прешао у Тотенхем. Ту је провео шест сезона, након чега се сели у Мадрид, 2013. године. Преласком у шпански клуб постао је најскупљи фудбалер на свету, за тада рекордну суму новца у износу од 100,8 милиона еура. Од 2022. године играо је за Лос Анђелес, а у јануару 2023. завршио је каријеру.
Прошао је кроз млађе селекције Велса, а од 2006. је члан првог тима те репрезентације. Учествовао је у пласману Велса на Европско првенство 2016. Играо је и на самом првенству, гдје је предводио свој тим до полуфинала са седам постигнутих голова. Најбољи је стријелац у историји репрезентације.
Са Реал Мадридом је пет пута освојио титулу Лиге шампиона. Био је првак Шпаније, а освојио је и шпански куп и суперкуп. Играјући за Реал Мадрид освојио је и по три пута УЕФА суперкуп и Светско клупско првенство.
Више пута је биран за најбољег играча године у Премијер лиги, био је уврштен у тим године Премијер лиге и Лиге шампиона, а за најбољег фудбалера Велса проглашен је чак шест пута.
Одликолале су га експлозивност и јак и прецизан шут. Био је познат по добром извођењу слободних удараца. Бејл је један од најбржих фудбалера на свету.

## Дјетињство и одрастање
Гарет Бејл рођен је у Кардифу, 16. јула 1989. године. Његови родитељи су Френк и Деби Бејл. Основну и средњу школу је похађао и завршио у родном граду. Посебну пажњу привлачио је у средњој школи. Био је интересантан својим професорима који су уочили да је физички супериоран у односу на остале. Истицао се у многим спортовима. Играо је фудбал за школски тим, освојивши неколико локалних турнира. Омиљени играч у дјетињству био му је фудбалер Манчестер Јунајтеда, Рајан Гигс. Већ у периоду основне школе Бејл је наступао за младе категорије Саутхемптона. Скаути Саутхемптона су Бејла пратили док је још био деветогодишњак.

## Клупска каријера

### Саутхемптон
Бејл је професионалну каријеру започео у Саутхемптону, на позицији левог бека. 17. априла 2006. постао други најмлађи играч који икада наступио за тај клуб. Имао је тада 16 година и 275 дана и био је 132 дана старији од Тија Волкота. Дебитовао је на утакмици против Милвола коју је његова екипа добила са 2-0. Први гол је постигао 6. августа 2006. из слободног ударца против Дарби Каунтија. Утакмица је завршена резултатом 2-2. Посљедњу утакмицу за Саутхемптон одиграо је 12. маја 2007. године против Дарби Каунтија у доигравању Чемпионшипа. На том мечу је доживио повреду, па је пропустио другу утакмицу двомеча. Свој боравак у Саутхемптону обиљежио је са пет постигнутих голова на 40 утакмица.

### Тотенхем хотспур
Са Тотенхем хотспуром је 25. маја 2007. потписао четворогодишњи уговор, уз обештећење од 5.000.000 фунти. Укупно обештећење је могло бити и до 10.000.000, у зависности од броја утакмица и успеха у дресу Тотенхема. Напослетку је Тотенхем Саутхемптону исплатио 7.000.000 фунти.

#### Сезона 2007–08
Прва утакмица коју је одиграо за нови клуб је била пријатељска утакмица са Сент Патрик атлетиком 12. јула 2007. У такмичарској утакмици је први пут наступио 26. августа против Манчестер јунајтеда, док је први гол постигао у свом другом наступу 1. септембра против Фулама (3—3). На првом дербију северног Лондона на коме је учествовао, Бејл је постигао погодак из слободног ударца, али је Тотенхем ипак поражен од Арсенала. Уписао се у стрелце и на утакмици против Мидлсброа у Лига купу Енглеске, постигавши свој трећи гол из само четири наступа у стартној постави. Почетком децембра доживео је повреду лигамента, због чега је морао на операцију. Био је принуђен да пропусти остатак сезоне.

#### Сезона 2008–09
Бејл је у августу 2008. године потписао нови четворогодишњи уговор са клубом. Задужио је дрес са бројем 3. Након неколико лоших наступа, Велшанин је изгубио место у стартној постави. Током већег дела сезоне, на позицији левог бека играо је Беноа Асу Екото. Како Бејл није нашао мјесту у тиму Тотенхема, помињали су се могући трансфери. Бејл је био близу преласка у њемачки Хамбург и то за 5 милиона, али договор на крају није био постигнут.

#### Сезона 2009–10
Након двомесечне паузе, Бејл се вратио на терен крајем септембра. Добио је шансу у 85. минуту у победи свог тима над Барнлијем резултатом 5:0. То је био његов 25. наступ у Премијер лиги, али тек први у коме је Тотенхем тријумфовао. И даље није успевао да се избори за место у стартној постави. Када се Асу Екото повредио, Бејл је добио шансу. Био је импресиван на мечу ФА купа против Питербора. Тотенхем је први пут са Бејлом у стартној постави тријумфовао 26. јануара 2010. у утакмици са Фуламом резултатом 2:0. Април 2010. био је тада најуспешнији месец у Велшаниновој каријери. Бејл је постигао победоносни гол у победи над Арсеналом резултатом 2:1. У наредном лондонском дербију против тадашњег лидера, касније и шампиона Челсија, Бејл је поготком донео победу свом тиму, такође резултатом 2:1. Захваљујући сјајним издањима, Велшанин је добио признање за најбољег играча Премијер лиге у априлу. Тотенхем је сезону завршио на 4. месту и пласирао се у квалификације за Лигу шампиона, а Бејл је због свог доприноса екипи награђен новим четворогодишњим уговором.

#### Сезона 2010–11
Бејл је одлично почео нову сезону постигавши оба поготка у победи Тотенхема над Стоук ситијем резултатом 2:1 21. августа 2010. Неколико дана касније Бејл је са 4 асистенције у победи над Јанг Бојсима резултатом 4:0 (укупно 6:3) био један од најзаслужнијих играча за пласман клуба у групну фазу Лиге шампиона. Иако се Асу Екото опоравио од повреде, тадашњи тренер Тотенхема Хари Реднап није имао намеру да избаци Бејла из стартне поставе. На истој позицији имао два одлична фудбалера, а није желео да се одрекне ниједног. Бејл је у једном тренутку био веома близу одласка из Тотенхема, а као његова наредна дестинација помињао се Бирмингем. Ипак, видевши Бејлове нападачке квалитете, Реднап је га преместио на позицију левог крила. Ова одлука имала је огроман значај у даљој каријери Велшанина. Ипак, касније су се појавиле информације да је Реднап имао у плану да прода Бејла. Бивши клупски директор Дамијен Комоли је изјавио да Хари Реднап није цијенио играче коју су му били препоручени и да се у једном тренутку хтио ријешити Бејла. Реднап је негирао те тврдње, рекавши да никад није намјеравао да прода или позајми Велшанина неком другом клубу.
Свој први погодак у Лиги шампиона Бејл је постигао против Твентеа у убедљивој победи свог тима резултатом 4:1. 29. септембра 2010.
Бејл је постигао први сениорски хет-трик у поразу свог тима од тадашњег шампиона Европе, Интера, 20. октобра 2010. Чувар мреже Тотенхема Еурељо Гомес искључен је у раној фази утакмице, а Реднап је био принуђен да изведе из игре Луку Модрића како би резервни голман Карло Кудићини могао да стане на гол. Италијанска екипа је након само 35 минута стигла до предности од 4:0 и тим резултатом је завршено прво полувреме. Иако се чинило да ће Спарси доживети тежак пораз на Ђузепе Меаци, Бејл је сачувао част свог тима. Постигао је хет-трик. Интер је на крају славио резултатом 4:3. 2. новембра ове екипе су се састале на Вајт Харт Лејну. Тотенхем је савладао европског шампиона резултатом 3:1, а Бејл, овог пута двоструки асистент, проглашен је за играча утакмице. Десни бек Интера Маикон, по многима и најбољи играч на тој позицији, није имао никаквог решења за сјајног Велшанина. Бејл је био један од најзаслужнијих играча за пласман Тотенхема у четвртфинале Лиге шампиона, где их је зауставио Реал Мадрид.
Дана 17. априла 2011. Бејл је проглашен за играча године у Премијер лиги. Сјајним партијама привукао је пажњу многих европских клубова, а највећи интерес показала је Барселона. Упркос томе, Бејл је одлучио да остане у лондонском клубу.

#### Сезона 2011–12
Бејл је први погодак у сезони постигао 24. септембра 2011. на гостовању Виган атлетику. Тотенхем је тријумфовао резултатом 2:1. Био је двоструки стрелац у сусрету са Квинс парк ренџерсима, који су поражени на Вајт Харт Лејну резултатом 3:1. Одличну форму Бејл је потврдио у победи Тотенхема над Фуламом, пошто је постигао први и асистирао код другог поготка Спарса. 3. децембра Тотенхем је савладао Болтон резултатом 3:0. Бејл је постигао први погодак и посветио га је недавно преминулом селектору Велса, Гарију Спиду. 27. децембра Бејл је својим головима донео победу Тотенхему над Норич ситијем. 5. јануара 2012. у избору организације УЕФА за најбољи тим 2011. године, било је места и за Гарета Бејла. Убрзо је стигло још једно признање за сјајног Велшанина, пошто је проглашен за најбољег играча Премијер лиге у јануару. Бејл је овог месеца 3 пута био стрелац, а уз то је забележио и 2 асистенције. 27. јуна 2012. Бејл је продужио уговор са Тотенхемом до 2016. године.

#### Сезона 2012–13
У новој сезони Бејл је задужио дрес са бројем 11. Свој први гол у сезони постигао је на гостовању Редингу, где је Тотенхем славио резултатом 3:1. 29. септембра 2012. Бејл је постигао други гол за Тотенхем у историјској победи на гостовању Манчестер јунајтеду резултатом 3:2. До тада, Спарси су последњи пут славили на Олд Трафорду давне 1989. године.
Крајем 2012. године. Бејл је постигао први хет-трик у Премијер лиги у победи Тотенхема против Астон Виле резултатом 4:0. У другом колу ФА купа Бејл је једном уписао у стрелце, а два пута је асистирао Клинту Демпсију за коначних 3:0 над Ковентри ситијем. 30. јануара 2013. Бејл је постигао невероватан погодак на утакмици са Норич ситијем (1:1). Сам је претрчао преко пола терена, а затим преварио дефанзивце Канаринаца и донео бод свом тиму. У наредној утакмици Бејл је постигао још један гол, а ФК Вест Бромвич албион савладан је минималним резултатом. Уследио је дуел са ФК Њукасл јунајтедом, још два гола Бејла и победа Тотенхема резултатом 2:1.
Бејловој невероватној форми није се назирао крај. У првом мечу шеснаестине финала Лиге Европе Тотенхем је савладао Олимпик Лион резултатом 2:1. Оба поготка постигао је Бејл, и то на идентичан начин - директно из слободног ударца (први са 32, други са 23 m удаљености). Следећа утакмица био је лондонски дерби са ФК Вест Хем јунајтедом. Завршен је резултатом 3:2 за Тотенхем, Бејл је био стрелац првог и последњег гола на утакмици. Свој други погодак постигао је са 27 m удаљености, у последњим тренуцима меча. Није се зауставио ни на дербију северног Лондона. Био је стрелац првог гола и помогао Тотенхему да савлада Арсенал резултатом 2:1. У првој утакмици осмине финала Лиге Европе Бејл је постигао први погодак за Тотенхем који је убедљиво савладао Интер резултатом 3:0.
Дана 4. априла Бејл је доживео незгодну повреду чланка у четвртфиналној утакмици Лиге Европе против Базела (2:2). Страховало се да би Велшанин могао да пропусти остатак сезоне. Бејл је на овом мечу био асистент код првог гола за Тотенхем. Ипак, Бејл се убрзо вратио на терен у дуелу са Манчестер ситијем. Бејл је асистирао Клинту Демпсију за изједначење, а убрзо се и сам уписао у стрелце. Тотенхем је савладао тада актуелног шампиона резултатом 3:1. 4. маја Бејлов бивши клуб, Саутхемптон, гостовао је на Вајт Харт Лејну. Гости са југа Енглеске доминирали су током већег дела утакмице, али нису успевали да затресу мрежу домаћег тима. То је Бејл казнио поготком у 86. минуту и донео важну победу Тотенхему. 19. маја у последњој утакмици сезоне Бејл је голом у 90. минуту донео минималну победу свом тиму над Сандерландом, али ни то није било довољно Тотенхему да се пласира у Лигу шампиона.
Након годину дана паузе Бејл је поново проглашен за играча године у Премијер лиги, а овог пута му је припало и признање за најбољег младог играча. И Асоцијација фудбалских новинара прогласила га је за играча године. Једини играч који је уз Бејла добио сва три признања у истој години је Кристијано Роналдо, коме је то пошло за руком 2007. године.

### Реал Мадрид
Дана 1. септембра 2013. године Тотенхем хотспер и Реал Мадрид саопштили су да је постигнут договор о трансферу Гарета Бејла. Велшанин је потписао шестогодишњи уговор и задужио дрес са бројем 11. Тотенхему је на име обештећења припало између 91 и 100 милиона евра.
Бејл је тако постао најскупљи фудбалер икада, све до 2016. године и доласка Погбе у Манчестер јунајтед за 105 милиона евра.

#### Сезона 2013–14
Дана 14. септембра Бејл је дебитовао за свој нови клуб на гостовању Виљареалу. Провео је првих сат времена на терену и постигао гол у 38. минуту, а утакмица се завршила резултатом 2:2. Три дана касније у Истанбулу је савладан Галатасарај, а Бејл је у 64. минуту дебитовао за Реал у Лиги шампиона. 22. септембра планирано је да у мечу са Хетафеом Велшанин дебитује пред домаћом публиком. Иако је првобитно уврштен у стартну поставу, Бејл се повредио приликом загревања, па је своје место морао да уступи Иску. Први пут као играч Реал Мадрида заиграо је на Сантијаго Бернабеу у градском дербију против Атлетика. Заменио је на полувремену Анхела ди Марију, али није успео да спречи пораз свог тима (0:1). Убрзо доживљава нову повреду која га одваја од терена готово три недеље. Вратио се 19. октобра. Ушао је у игру у 76. минуту и у последњим тренуцима меча изнудио пенал за свој тим. Није се прославио у свом првом Ел Класику. Замењен је у 61. минуту, а Барселона је славила резултатом 2:1. На жестоке критике "одговорио је" након неколико дана, пошто је постигао два гола и био двоструки асистент у победи над Севиљом (7:3). Бејл је заиграо много боље и у Лиги шампиона. 5. новембра био је стрелац против Јувентуса (2:2), а у победи Реала над Галатасарејем у Мадриду (4:1) постигао је директан гол из слободног ударца. 30. новембра забележио је убедљиво најбољи наступ од доласка у клуб. Постигао је "савршени" хет-трик (један гол главом, један десном, један левом ногом), а успео је и да асистира Кариму Бенземи. Ваљадолид је претрпео убедљив пораз на Сантјаго Бернабеу (4:0). 26. фебруара Бејл је постигао 2 гола у утакмици 1/8 финала Лиге Шампиона против Шалкеа (6:1). 2. априла у првом четвртфиналном мечу против Дортмунда такође је био стрелац (3:0). 16. априла постигао је победоносни гол у финалу Купа краља против Барселоне. Претрчао је око 60 m пре него што је феноменални соло продор по левом боку крунисан најважнијим поготком у каријери. Посебно се истакао тренутак када је савладао штопера Марка Бартру. Гурнуо је лопту поред њега, а затим га заобишао изашавши добра три метра у аут. У финалу Лиге шампиона Бејл је постигао гол у 110. минуту. Након продужетака савладан је Атлетико Мадрид (4:1), а Реал је освојио јубиларну десету титулу првака Европе. У својој првој сезони у мадридском клубу Бејл је постигао 22 гола и уписао 16 асистенција у свим такмичењима.

#### Сезона 2014–15
Иако је слабо завршио претходну сезону, ова сезона је добро почела за Бејла. Био је асистент код гола Кристијана Роланда у финалу УЕФА суперкупа против Севиље. Реал је славио са 2:0. Ово је била Бејлова трећа титула са мадридским клубом.
Први гол у сезони Бејл је дао у поразу Реала од Реал Сосиједада (4:2).
Бејл је дао два гола против Депортива у убједљивој побједи Реала од 8:2. У децембру 2014, Реал Мадрид је играо финале Свјетског клупског првенства против Сан Лоренца. Бејл је постигао један од два гола у побједи свог тима.
Бејл се повриједио 18. априла 2015. године у утакмици против Малаге.

#### Сезона 2015–16
У другом колу сезоне, Бејл је дао два гола у побједи Реала против Бетиса
(5:0). 20. децембра 2015. Реал Мадрид је побиједио Рајо Ваљекано са 10:2. Бејл је мрежу затресао четири пута, а био је и асистент. На дебију Зинедин Зидана на клупи Реала, у утакмици против Депортива, Бејл је уписао хет-трик.
Дана 20. априла 2016. године, састали су се ФК Реал Мадрид и ФК Рајо Ваљекано. Рајо је водио са 2:0, али се Реал головима Гарета Бејла вратио и славио резултатом 2:3. Бејл је на тој утакмици дао два гола.
У финалу Лиге шампиона, 28. маја 2016. године, Бејл је асистирао за једини гол Реала на утакмици против Атлетика. Бејл је касније био прецизан у пенал серији и Реал је освојио титулу.

#### Сезона 2016–17
Бејл је крајем октобра потписао нови уговор са Реалом. Већ 22. новембра 2016. године задесила га је повреда десног скочног зглоба на утакмици Лиге Шампиона против Спортинга из Лисабона. Ова повреда га је удаљила са терена на скоро три мјесеца. Вратио се средином фебруара 2017. године на утакмици са Еспањолом. Реал је побиједио резултатом 2:0, а Бејл је био стријелац другог гола.
Бејл је почетком априла доживио нову повреду у утакмици са минхенским Бајерном у Лиги Шампиона. Пропустио је другу утакмицу тог двомеча. На терен се вратио двије седмице касније у Ел Класику. Ипак, повратак се није добро завршио, с обзиром да је Бејл игру напустио већ у првом полувремену. Реал Мадрид је био поражен - 2:3. Сезона протекла у сјенци повреда се за Бејла ипак срећно завршила: Реал је освојио Примеру и Лигу Шампиона.

#### Сезона 2017–18
Почетком љетњег прелазног рока, 2017, појавиле су се приче о доласку младог Француза, Килијана Мбапеа у Реал Мадрид. Самим тим, мјесто Гарета Бејла у шпанском клубу било је доведено у питање. Медији су га повезивали са повратком у Енглеску, и то у Манчестер Јунајтед. Бејл је, упркос тим тврдњама, остао у Реалу.
Гарет Бејл је наступио у Суперкупу Европе, 8. августа 2017. Реал Мадрид је тад савладао Манчестер Јунајтед у финалу, које је одиграно у Скопљу (2:1). Сам Бејл је након утакмице изјавио да је његов тим заслужио титулу.
Средином августа, Бејл је са Реалом освојио други трофеј у сезони. У финалу шпанског Суперкупа, били су бољи од Барселоне. Укупан резултат из двомеча био је 5:1.
Бејл је већи дио сезоне провео на клупи због повреде, а нову је задобио 11. новембра 2017. Опоравак од свих повреда је трајао више од два мјесеца. Вратио се 29. новембра у утакмици Купа краља против Фуенлабраде. Утакмица је завршена неријешеним резултатом (2:2), а Бејл је био асистент код првог гола. Наступио је на Свјетском клупском првенству, гдје је Реал Мадрид бранио титулу. У полуфиналној утакмици против Ал Џазире постигао је побједоносни гол, неколико тренутака након што је ушао у игру као замјена. Реал је касније освојио титулу, а Бејл је добио прилику и у завршници финалне утакмице такмичења, 16. децембра.
Током читаве сезоне, причало се о одласку Гарета Бејла из Реал Мадрида. Као разлог томе, наводиле су се честе повреде и неуклапање у стил игре шпанске Примере. Бивши шпански фудбалер Хуанде Рамос је рекао:
Он је играч који за своју игру тражи пуно простора и отворен терен. Међутим, ту настаје проблем. Већина Реалових противника не даје пуно простора и он не може исказати своју брзину и снагу, а у томе је најбољи.
Упркос свему томе, Бејлов агент је изјавио да Велшанин жели да заврши каријеру играјући за Реал Мадрид.
Дана 3. јануара 2018. године, Бејл је постигао гол против Нумансије у првом сусрету двомеча осмине финала Купа краља. Био је прецизан из пенала, а Реал је побиједио, 0:3.
Четири дана касније, 7. јануара, наступио је у утакмици шпанског првенства, први пут по опоравку од повреде (од септембра 2017). Реал је гостовао Селти, а Бејл је постигао оба гола, која су мадридском клубу била довољна само за бод (2:2).
Дана 21. јануара, Бејл је у побједи над Депортивом (7:1) дао два гола.
Дана 26. маја 2018, у финалу Лиге Шампиона, Бејл је дао два гола против Ливерпула и тако донио свом тиму титулу првака. Проглашен је за играча утакмице. Један од његова два гола убраја се међу најљепше голове у историји финала овог такмичења.

## Репрезентативна каријера
За репрезентацију Велса је дебитовао 27. маја 2006. у пријатељској утакмици против Тринидада и Тобага (2—1), чиме је постао најмлађи играч који је заиграо за Велс. Имао је тада само 16 година и 315 дана. Голом против Словачке у квалификацијама за Европско првенство 2008, 7. октобра 2006. постао је најмлађи стрелац у историји своје репрезентације. Више пута је проглашаван за најбољег велшког играча године и то шест пута у седам година.
Дана 22. марта 2018. године, Бејл је постао најбољи стријелац у историји своје репрезентације, постигавши три гола против Кине. То је уједно био његов први хет-трик у дресу националног тима.

### Европско првенство 2016.

#### Квалификације
Герет Бејл је за Велс наступао на утакмицама у склопу квалификација за Европско првенство 2016..
Дана 9. септембра 2014. године Бејл је дао два гола у првој утакмици против Андоре. Велс је тада побиједио резултатом 1:2. Бејл је двапут био стријелац 28. марта 2015. године. Велс је играо против Израела у гостима. Било је 0:3. 12. јуна 2015. Бејл је предводио Велс у побједи против Белгије минималним резултатом. Постигао је једини гол на утакмици. 3. септембра 2015, Бејл је својим голом донио побједу Велсу у утакмици против Кипра. Бејл је свој седми гол на квалификацијама постигао у посљедњој утакмици, против Андоре, 13. октобра 2015. Велс је био бољи (2:0).
Велс се са друге позиције у групи Б пласирао на завршни турнир Европског првенства 2016.

#### Завршни турнир
Бејл је играо за Велс на Европском првенству 2016. у Француској.
Дана 11. јуна 2016, у првој утакмици на такмичењу, Велс је савладао Словачку са 2:1. Тада је Гарет Бејл постигао гол из слободног ударца.
И у другој утакмици је Бејл погодио из слободног ударца. Велс је и поред тог гола изгубио од Енглеске резултатом 1:2. Бејл је тако постао тек други играч који је постигао два гола из слободних удараца на једном Европском првенству.
Трећи гол на првенству Бејл је дао у побједи Велса над Русијом, 3:0. Тако је постао најбољи стријелац велшке репрезентације на великим такмичењима, са 3 гола. Бејл је овим голом постао тек седми играч који је постигао по гол у свакој утакмици групне фазе на једном Европском првенству. Бејл је утакмицу против Русије прогласио за најбољу, откад он игра за репрезентацију.
У осмини финала су Велшани играли против Северне Ирске. Играло се без голова све до 75. минута, када је Бејл прошао по лијевој страни и упутио оштар центаршут у казнени простор. Лопта је погодила Меколија и ушла у гол. Овај аутогол је одлучио побједника. Сам Бејл није био одушевљен игром свог тима. Иако је био индиректно заслужан за побједоносни гол, рекао је да је Велс играо „ружан фудбал”.
Велс је 1. јула 2016. године у четвртфиналу играо против Белгије. Бејл је играо на тој утакмици, а Велс је славио са 3:1 након преокрета. Бејл је затим играо и у полуфиналу против Португалије. То је био дуел клупских колега, Бејла и Роналда. Португалци су били бољи и побиједили су резултатом 2:0. Португал је касније у финалу савладао Француску и освојио титулу на Европском првенству.
Бејл је предводио Велс на Европском првенству. Постигао је три гола на пет утакмица (све у групној фази). На велико изненађење, УЕФА није уврстила Бејла у „најбољих 11" на првенству.
Бејл је према званичној статистици био трећи најбољи играч Европског првенства.
Велс се никада раније није пласирао на завршни турнир Европског првенства, тако да је ово био најбољи пласман у историји те репрезентације.

### Светско првенство 2018.

#### Квалификације
Герет Бејл је за Велс наступао на утакмицама у склопу квалификација за Светско првенство 2018.
Дана 5. септембра 2016. године Бејл је био двоструки стријелац у првој утакмици квалификација против Молдавије (4:0). Бејл је постигао једини гол за своју репрезентацију у утакмици са Грузијом (1:1), 9. октобра 2016. године. Велс је 12. новембра дочекао Србију у Кардифу. Меч је завршен неријешеним резултатом, 1:1, а Бејл је постигао водећи гол за Велс. Бејл је у утакмици против Ирске зарадио парни жути картон, па није био у тиму у другом сусрету Велса и Србије.
Бејл је пропустио двије посљедње утакмице квалификационог циклуса због повреде.
Велс није успио да се пласира на завршни турнир.

## Статистика каријере

### Клупска
Ажурирано: 1. децембар 2018.
| Клуб             | Сезона          | Лига     | Лига   | Куп      | Куп    | Лига куп | Лига куп | Европа   | Европа | Остало   | Остало | Укупно   | Укупно |
| Клуб             | Сезона          | Утакмица | Голова | Утакмица | Голова | Утакмица | Голова   | Утакмица | Голова | Утакмица | Голова | Утакмица | Голова |
| ---------------- | --------------- | -------- | ------ | -------- | ------ | -------- | -------- | -------- | ------ | -------- | ------ | -------- | ------ |
| Саутхемптон      | 2005/06.        | 2        | 0      | 0        | 0      | 0        | 0        | 0        | 0      | 0        | 0      | 2        | 0      |
| Саутхемптон      | 2006/07.        | 38       | 5      | 1        | 0      | 3        | 0        | 0        | 0      | 1        | 0      | 43       | 5      |
| Саутхемптон      | Укупно          | 40       | 5      | 1        | 0      | 3        | 0        | 0        | 0      | 1        | 0      | 45       | 5      |
| Тотенхем хотспер | 2007/08.        | 8        | 2      | 0        | 0      | 1        | 1        | 3        | 0      | 0        | 0      | 12       | 3      |
| Тотенхем хотспер | 2008/09.        | 16       | 0      | 2        | 0      | 5        | 0        | 7        | 0      | 0        | 0      | 30       | 0      |
| Тотенхем хотспер | 2009/10.        | 23       | 3      | 8        | 0      | 3        | 0        | 0        | 0      | 0        | 0      | 34       | 3      |
| Тотенхем хотспер | 2010/11.        | 30       | 7      | 0        | 0      | 0        | 0        | 11       | 4      | 0        | 0      | 41       | 11     |
| Тотенхем хотспер | 2011/12.        | 36       | 9      | 4        | 2      | 0        | 0        | 2        | 1      | 0        | 0      | 42       | 12     |
| Тотенхем хотспер | 2012/13.        | 33       | 21     | 2        | 1      | 1        | 1        | 8        | 3      | 0        | 0      | 44       | 26     |
| Тотенхем хотспер | Укупно          | 146      | 42     | 16       | 3      | 10       | 2        | 31       | 8      | 0        | 0      | 203      | 55     |
| Реал Мадрид      | 2013/14.        | 27       | 15     | 5        | 1      | —        | —        | 12       | 6      | 0        | 0      | 44       | 22     |
| Реал Мадрид      | 2014/15.        | 31       | 13     | 2        | 0      | —        | —        | 10       | 2      | 5        | 2      | 48       | 17     |
| Реал Мадрид      | 2015/16.        | 23       | 19     | 0        | 0      | —        | —        | 8        | 0      | —        | —      | 31       | 19     |
| Реал Мадрид      | 2016/17.        | 19       | 7      | 0        | 0      | —        | —        | 8        | 2      | 0        | 0      | 27       | 9      |
| Реал Мадрид      | 2017/18.        | 26       | 16     | 2        | 1      | —        | —        | 7        | 3      | 4        | 1      | 39       | 21     |
| Реал Мадрид      | 2018/19.        | 13       | 3      | 0        | 0      | —        | —        | 4        | 3      | 1        | 0      | 18       | 6      |
| Реал Мадрид      | Укупно          | 139      | 73     | 9        | 2      | —        | —        | 49       | 16     | 10       | 3      | 207      | 94     |
| Укупно каријера  | Укупно каријера | 325      | 120    | 26       | 5      | 13       | 2        | 80       | 24     | 11       | 3      | 455      | 154    |

### Репрезентативна
Ажурирано: 11. јуна 2019.
| Велс   | Велс     | Велс   | Велс   |
| Година | Утакмица | Голова | Просек |
| ------ | -------- | ------ | ------ |
| 2006   | 4        | 1      | 0,25   |
| 2007   | 7        | 1      | 0,14   |
| 2008   | 5        | 0      | 0,00   |
| 2009   | 7        | 0      | 0,00   |
| 2010   | 4        | 1      | 0,25   |
| 2011   | 6        | 3      | 0,50   |
| 2012   | 5        | 3      | 0,60   |
| 2013   | 5        | 2      | 0,40   |
| 2014   | 5        | 3      | 0,60   |
| 2015   | 6        | 5      | 0,83   |
| 2016   | 11       | 7      | 0,64   |
| 2017   | 3        | 0      | 0,00   |
| 2018   | 6        | 5      | 0,83   |
| 2019   | 3        | 0      | 0,00   |
| Укупно | 77       | 31     | 0,40   |

## Трофеји и награде

### Реал Мадрид
- Првенство Шпаније (3) : 2016/17,[177] 2019/20, 2021/22.
- Куп Шпаније (1) : 2013/14.[178]
- Суперкуп Шпаније (1) : 2017.[179]
- Лига шампиона (5) : 2013/14,[180] 2015/16,[181] 2016/17,[182] 2017/18, 2021/22.
- Суперкуп Европе (3) : 2014,[183] 2016,[184] 2017.[185]
- Светско клупско првенство (4) : 2014,[186] 2016,[187] 2017,[188] 2018.

### Индивидуалне награде
- Велшки млади фудбалер године (1) : 2007.
- ФК Тотенхем хотспур - Млади фудбалер године (2) : 2009/10, 2010/11.
- Велшки фудбалер године (6) : 2010, 2011, 2013, 2014, 2015,[189] 2016.[190]
- BBC Велс - Спортиста године (1) : 2010.[191]
- Премијер лига - „Тим године” (3) : 2010/11,[192] 2011/12,[193] 2012/13.[194]
- Премијер лига - Играч године (2) : 2010/11,[195] 2012/13.[194]
- Премијер лига - Млади играч године (1) : 2012/13.[194]
- УЕФА - „Тим године” (2) : 2011,[196] 2013.[197]
- Премијер лига - Играч мјесеца (3) : април 2010, јануар 2012, фебруар 2013.
- УЕФА Лига шампиона - „Тим године” (1) : 2015/16.[198]